# Ligny-le-Châtel
Pour les articles homonymes, voir Ligny et Chatel.
Ligny-le-Châtel est une commune française située dans le département de l'Yonne en région Bourgogne-Franche-Comté.
Ses habitants sont appelés les Linéens.

## Géographie
La commune est constituée du bourg et de trois hameaux et lieux-dits : Lordonnois, La Mouillère et les Prés du Bois. Lordonnois se trouve sur la N77 entre Pontigny et St-Florentin, une autre ville plus au nord. La Mouillère est dans un vallon au sud-ouest, alors que les Prés du Bois sont plutôt vers le nord-ouest.

### Climat
Pour des articles plus généraux, voir Climat de la Bourgogne-Franche-Comté et Climat de l'Yonne.
En 2010, le climat de la commune est de type climat océanique dégradé des plaines du Centre et du Nord, selon une étude du Centre national de la recherche scientifique s'appuyant sur une série de données couvrant la période 1971-2000. En 2020, Météo-France publie une typologie des climats de la France métropolitaine dans laquelle la commune est exposée à un climat océanique altéré et est dans la région climatique  Lorraine, plateau de Langres, Morvan, caractérisée par un hiver rude (1,5 °C), des vents modérés et des brouillards fréquents en automne et hiver. 
Pour la période 1971-2000, la température annuelle moyenne est de 10,7 °C, avec une amplitude thermique annuelle de 15,9 °C. Le cumul annuel moyen de précipitations est de 760 mm, avec 11,2 jours de précipitations en janvier et 7,8 jours en juillet. Pour la période 1991-2020, la température moyenne annuelle observée sur la station météorologique installée sur la commune est de 11,5 °C et le cumul annuel moyen de précipitations est de 772,9 mm. 
La température maximale relevée sur cette station est de 40,7 °C, atteinte le 7 août 2003 ; la température minimale est de −22 °C, atteinte le 16 janvier 1985,,. 
| Mois                                  | jan.            | fév.             | mars            | avril           | mai             | juin           | jui.            | août           | sep.            | oct.            | nov.           | déc.            | année     |
| ------------------------------------- | --------------- | ---------------- | --------------- | --------------- | --------------- | -------------- | --------------- | -------------- | --------------- | --------------- | -------------- | --------------- | --------- |
| Température minimale moyenne (°C)     | 1               | 0,8              | 2,9             | 5,1             | 8,7             | 11,7           | 13,7            | 13,4           | 10,3            | 7,7             | 4,1            | 1,6             | 6,8       |
| Température moyenne (°C)              | 3,9             | 4,4              | 7,8             | 10,6            | 14,5            | 17,8           | 19,9            | 19,7           | 15,9            | 12,1            | 7,3            | 4,4             | 11,5      |
| Température maximale moyenne (°C)     | 6,7             | 8                | 12,6            | 16,2            | 20,2            | 23,8           | 26,1            | 26             | 21,5            | 16,6            | 10,5           | 7,1             | 16,3      |
| Record de froid (°C) date du record   | −22 16.01.1985  | −15,5 23.02.1963 | −13,5 01.03.05  | −5,4 12.04.1986 | −0,9 08.05.1974 | 1,6 05.06.1991 | 4 04.07.1984    | 3,3 26.08.1966 | 1,5 17.09.1971  | −5,5 30.10.1997 | −10 24.11.1998 | −15 31.12.1985  | −22 1985  |
| Record de chaleur (°C) date du record | 16,4 06.01.1999 | 21,2 24.02.1990  | 25,5 29.03.1989 | 29 20.04.1968   | 32,1 25.05.09   | 38,6 28.06.11  | 40,2 18.07.1964 | 40,7 07.08.03  | 33,4 12.09.1964 | 30,3 01.10.1985 | 23,5 07.11.15  | 18,6 10.12.1978 | 40,7 2003 |
| Précipitations (mm)                   | 62,6            | 56,5             | 56,3            | 63,6            | 73,7            | 58,9           | 59,8            | 61,6           | 60,9            | 74,8            | 70,2           | 74              | 772,9     |

| Diagramme climatique                                  |          |             |             |             |              |              |            |              |             |             |          |
| J                                                     | F        | M           | A           | M           | J            | J            | A          | S            | O           | N           | D        |
| 6,7162,6                                              | 80,856,5 | 12,62,956,3 | 16,25,163,6 | 20,28,773,7 | 23,811,758,9 | 26,113,759,8 | 2613,461,6 | 21,510,360,9 | 16,67,774,8 | 10,54,170,2 | 7,11,674 |
| Moyennes : • Temp. maxi et mini °C • Précipitation mm |          |             |             |             |              |              |            |              |             |             |          |

Les paramètres climatiques de la commune ont été estimés pour le milieu du siècle (2041-2070) selon différents scénarios d'émission de gaz à effet de serre à partir des nouvelles projections climatiques de référence DRIAS-2020. Ils sont consultables sur un site dédié publié par Météo-France en novembre 2022.

## Urbanisme

### Typologie
Au 1er janvier 2024, Ligny-le-Châtel est catégorisée bourg rural, selon la nouvelle grille communale de densité à sept niveaux définie par l'Insee en 2022.
Elle est située hors unité urbaine. Par ailleurs la commune fait partie de l'aire d'attraction d'Auxerre, dont elle est une commune de la couronne,. Cette aire, qui regroupe 104 communes, est catégorisée dans les aires de 50 000 à moins de 200 000 habitants,.

### Occupation des sols
L'occupation des sols de la commune, telle qu'elle ressort de la base de données européenne d’occupation biophysique des sols Corine Land Cover (CLC), est marquée par l'importance des territoires agricoles (55,7 % en 2018), en diminution par rapport à 1990 (57,1 %). La répartition détaillée en 2018 est la suivante :
forêts (41,5 %), terres arables (31,5 %), prairies (11,8 %), zones agricoles hétérogènes (10,8 %), zones urbanisées (2,8 %), cultures permanentes (1,6 %). L'évolution de l’occupation des sols de la commune et de ses infrastructures peut être observée sur les différentes représentations cartographiques du territoire : la carte de Cassini (XVIIIe siècle), la carte d'état-major (1820-1866) et les cartes ou photos aériennes de l'IGN pour la période actuelle (1950 à aujourd'hui).

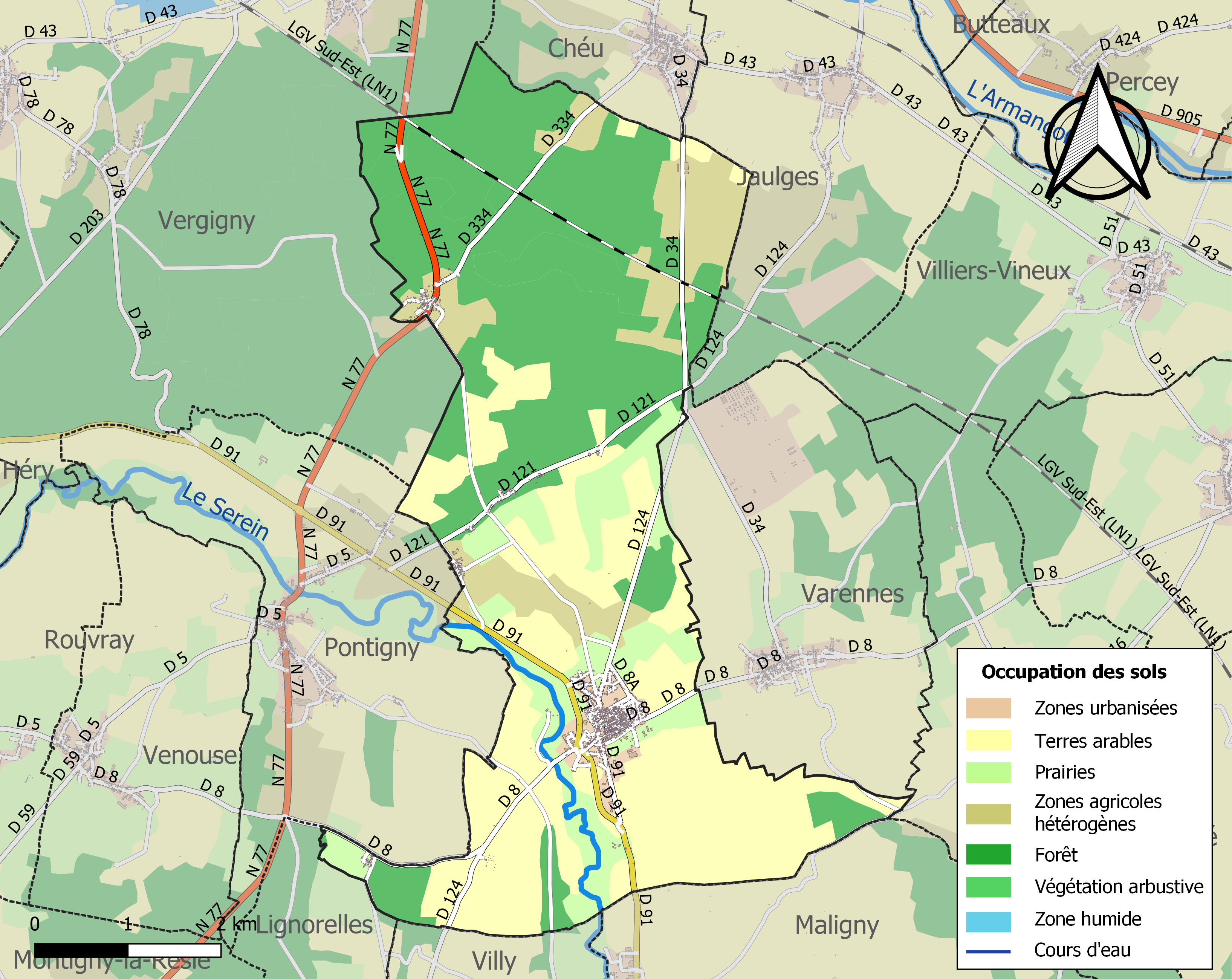
Carte des infrastructures et de l'occupation des sols de la commune en 2018 (CLC).

## Histoire
En 1116, l'église Saint-Pierre-et-Saint-Paul de Ligny-le-Châtel (Ligniaco Castro) est confirmée dans son rattachement à l'abbaye Saint-Michel de Tonnerre par Godefroy (Geoffroy de La Roche-Vanneau), évêque de Langres.
À partir du XIIe siècle les habitants ont reçu différents sobriquets : Pelle-au-cul, Louzans ou Chair-du-diable.
Ligny relevait du comté de Tonnerre, et les comtes l'eurent directement jusqu'à Jeanne II de Chalon, comtesse en 1424 après ses frères Louis II et Hugues, † 1440, fille du comte Louis Ier de Chalon, femme en août 1400 de Jean (II) de La Baume-Montrevel seigneur de Valfin.
Jean (1397-1453) bâtard de Chalon ou de Tonnerre, fils naturel du comte Louis II reçut Ligny de sa tante Jeanne en 1439, et Valençay en 1434. Puis Ligny passa au fils de la comtesse Jeanne et de Jean (II) de La Baume : Claude Ier de La Baume-Montrevel, époux en 1427 de Gasparde, fille de Philippe IV de Lévis-Lautrec, hérita de la/du vicomté de Ligny qu'il transmit à son fils cadet Claude (II), lui-même † vers 1502 sans postérité légitime ; son frère aîné le comte Jean III de La Baume-Montrevel hérita, puis transmit à sa fille Bonne, mariée à son cousin le comte Marc de La Baume-Montrevel († vers 1526).
Le fils de Bonne et Marc de La Baume, le comte Jean IV de La Baume-Montrevel, eut deux filles de sa 1re femme Françoise de Vienne épousée en 1527, fille de François Ier de Vienne-Listenois ;
- la deuxième fille de Jean IV, Françoise de La Baume-Montrevel, se maria en 1546 avec le maréchal Gaspard de Saulx-Tavannes, d'où la succession du vicomté de Ligny-le-Châtel à leur fils cadet le ligueur Jean (Ier), frère puîné de Guillaume de Saulx et père entre autres enfants, d'Henri (1597-1653), Anne et Charles (l'aîné) de Saulx-Tavannes ; puis la seigneurie se partage entre deux nièces d'Henri, petites-filles du ligueur Jean :
  - Melchiore de Grimaldi de Beuil (fille d'Anne de Saulx-Tavannes), et
  - Claire-Françoise-Eugénie de Saulx-Tavannes (fille du demi-frère aîné d'Henri, Charles de Saulx), dame de Lugny, seigneurie du Haut-Mâconnais, et de Ligny-le-Châtel ; elle épouse son lointain cousin le comte Charles-François de La Baume-Montrevel, un arrière-arrière-arrière petit-fils de Jean IV),
  - plus un cousin, Noël de Saulx-Tavannes, frère du frondeur Jacques de Saulx, fils de Claude de Saulx-comte de Buzançais, petit-fils de Guillaume de Saulx, et petit-neveu du ligueur Jean.

Finalement, Ligny échoit à Jean (II) (ou Ier de sa branche), dit le marquis de Tavannes, sire du Mayet († 1665 ; neveu du ligueur Jean, dernier fils de Guillaume, dernier frère de Claude de Saulx, et oncle de Jacques et Noël de Saulx). Partisan du roi contre la Fronde en Bourgogne, il est battu en 1650 par son propre neveu, ledit Jacques de Saulx. Marié en 1642 à Jeanne-Françoise de Pontailler, il réunit la vicomté de Ligny, que possèdent après lui son fils - Jean (III) de Saulx-Tavannes (1646-1717 ; marié en 1672 avec postérité à Anne-Louise fille de Jean-Louis de Bourbon-Busset de Châlus), et sa fille - Eléonore de Saulx-Tavannes (mariée avec postérité en 1665 à Michel du Faur de Pibrac, arrière-petit-fils du poète Guy).
En 1690, Jean (III) de Saulx-Tavannes vend la vicomté de Ligny à Jean-Baptiste Colbert de Seignelay (1651-1690), et elle est réunie au marquisat de Seignelay. Sa petite-fille Anne-Sophie Colbert (1711-1747 ; mariée en 1724 au maréchal Charles II Frédéric de Montmorency-Luxembourg) transmet Ligny aux Montmorency-Luxembourg qui conservent Ligny, avec le domaine de Seignelay, au moins jusqu'à Anne-Louis-Christian (1769-1844) et sa fille Sidonie de Montmorency (1799-1878 ; x 1819 le comte Edouard de La Châtre).

## Politique et administration

### Liste des maires
| Période       | Période  | Identité                | Étiquette | Qualité              |
| ------------- | -------- | ----------------------- | --------- | -------------------- |
| 1837          |          | Beaudoin                |           |                      |
| 1893          | 1901     | Emile Prot              |           |                      |
| maire en 1968 | ?        | Jean Barril (1910-2001) | FGDS      | Instituteur retraité |
| mars 2001     |          | Gérard Lannes           |           |                      |
| mai 2008      | En cours | Chantal Royer           |           |                      |

## Démographie
L'évolution du nombre d'habitants est connue à travers les recensements de la population effectués dans la commune depuis 1793. Pour les communes de moins de 10 000 habitants, une enquête de recensement portant sur toute la population est réalisée tous les cinq ans, les populations de référence des années intermédiaires étant quant à elles estimées par interpolation ou extrapolation. Pour la commune, le premier recensement exhaustif entrant dans le cadre du nouveau dispositif a été réalisé en 2005.

En 2022, la commune comptait 1 211 habitants, en évolution de −5,83 % par rapport à 2016 (Yonne : −1,95 %, France hors Mayotte : +2,11 %).
| 1793  | 1800  | 1806  | 1821  | 1831  | 1836  | 1841  | 1846  | 1851  |
| ----- | ----- | ----- | ----- | ----- | ----- | ----- | ----- | ----- |
| 1 169 | 1 206 | 1 238 | 1 362 | 1 488 | 1 506 | 1 602 | 1 652 | 1 639 |

| 1856  | 1861  | 1866  | 1872  | 1876  | 1881  | 1886  | 1891  | 1896  |
| ----- | ----- | ----- | ----- | ----- | ----- | ----- | ----- | ----- |
| 1 606 | 1 544 | 1 490 | 1 447 | 1 418 | 1 366 | 1 346 | 1 264 | 1 182 |

| 1901  | 1906  | 1911  | 1921 | 1926  | 1931 | 1936  | 1946  | 1954 |
| ----- | ----- | ----- | ---- | ----- | ---- | ----- | ----- | ---- |
| 1 123 | 1 101 | 1 003 | 955  | 1 004 | 967  | 1 170 | 1 035 | 945  |

| 1962 | 1968 | 1975  | 1982  | 1990  | 1999  | 2005  | 2006  | 2010  |
| ---- | ---- | ----- | ----- | ----- | ----- | ----- | ----- | ----- |
| 944  | 962  | 1 027 | 1 010 | 1 122 | 1 289 | 1 319 | 1 309 | 1 344 |

| 2015  | 2020  | 2022  | - | - | - | - | - | - |
| ----- | ----- | ----- | - | - | - | - | - | - |
| 1 289 | 1 201 | 1 211 | - | - | - | - | - | - |

Le nombre d'habitants à Ligny-le-Châtel était de 1318 en 2018. L'agrandissement du village, par la construction de lotissements composés de maisons individuelles, favorise la croissance de ce nombre.

## Lieux et monuments
Église remarquable, qui présente la particularité d'avoir vu sa construction commencer au XIIe siècle avant d'être terminée au XVIe siècle.
L'explication de cela repose sur la construction première d'une église romane.
Quatre siècles plus tard, ce bourg voulut détruire l'ancienne église pour en construire une correspondant plus à l'époque. Ils commencèrent donc la construction dans le prolongement de la nef romane. Mais un incendie du village vint remettre en cause le financement de ce projet. Il fut donc réduit à son minimum. Ce qui nous laisse une nef romane dans le prolongement de laquelle se trouve une partie renaissance et dont la hauteur et la luminosité contraste avec la précédente.

## Jumelages
- Riol (Allemagne)

## Pour approfondir